# Königin-Luise-Route

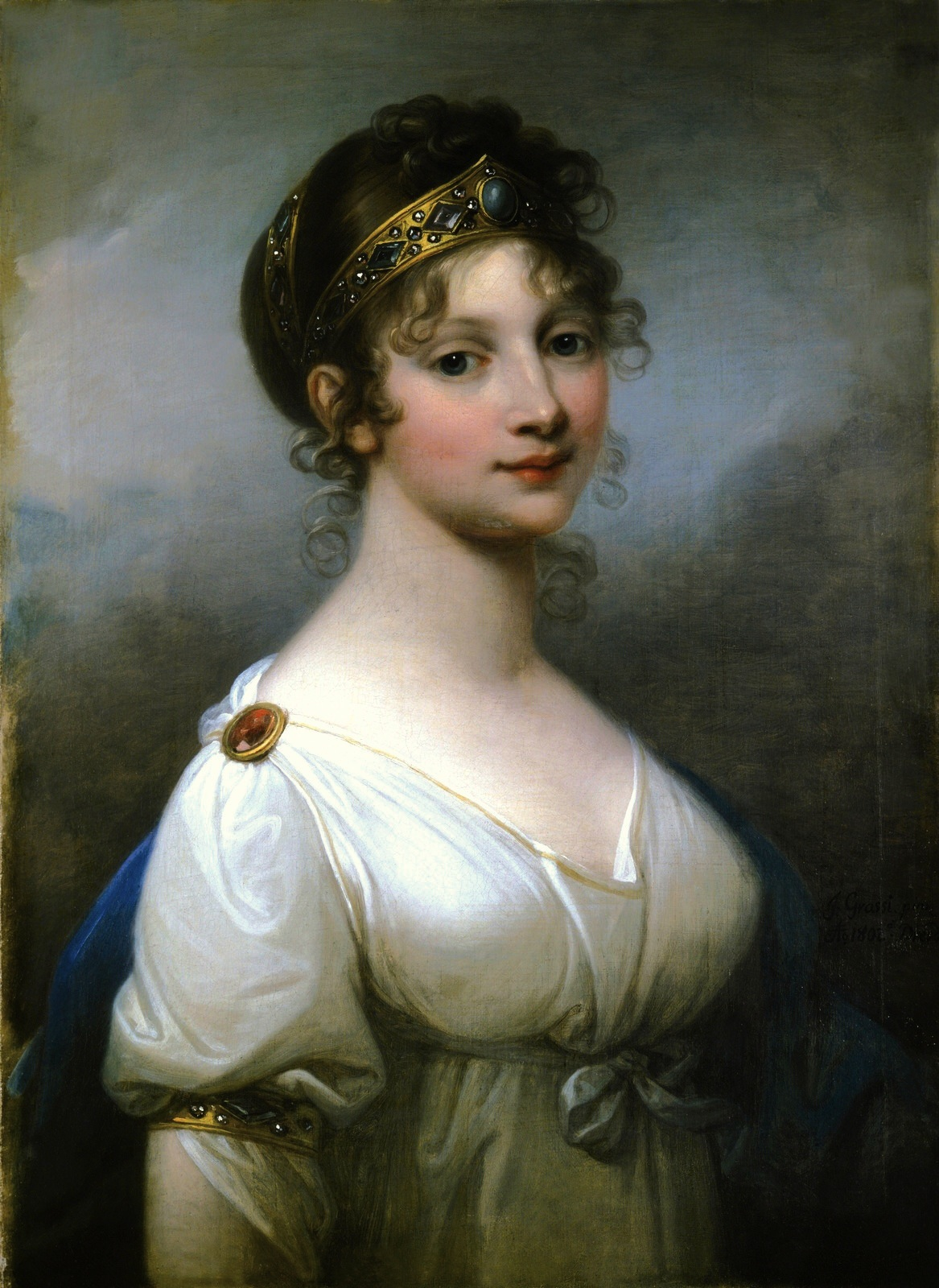
Die Namensgeberin der Königin-Luise-Route: Luise von Mecklenburg-Strelitz

Die Königin-Luise-Route ist eine deutsche Ferienstraße. Sie führt durch Berlin, Brandenburg und Mecklenburg-Vorpommern, vorbei an Orten, die an das Leben und Wirken der Königin Luise von Preußen (1776–1810) erinnern. 
Startpunkt der Route ist das Schloss Hohenzieritz, der Abschluss das Mausoleum im Park von Schloss Charlottenburg, die Ruhestätte Königin Luises. 
Initiator der Königin-Luise-Route ist der Förderverein Schloss Hohenzieritz, der im mecklenburgischen Ort Hohenzieritz eine Gedenkstätte unterhält. Die Themenstraße folgt ungefähr dem Weg, den der Sarg der Königin Luise 1810 von Hohenzieritz nach Berlin genommen hat. Partner des Projektes sind die Verwaltung der Staatlichen Schlösser und Gärten in Schwerin, die Stiftung Preußische Schlösser und Gärten Berlin-Brandenburg sowie Museen, Kommunen, Landkreise und Vereine entlang der Route. Bis zum Jahr 2010, dem Jahr des 200. Todestages von Königin Luise, wurde die Ferienstraße vollständig ausgebaut. Bereits seit 2006 nehmen die Gedenkstätten entlang der Route, wie etwa in Neustrelitz, Mirow und Paretz Besucher entgegen und bewerben die Route.